# Халед Фадель
Халед Фадель (араб. خالد فاضل, нар. 29 вересня 1976, Туніс) — туніський футболіст, що грав на позиції воротаря.
Виступав, зокрема, за клуб «Клуб Африкен», а також національну збірну Тунісу.

## Клубна кар'єра
У дорослому футболі дебютував 1996 року виступами за команду «Клуб Африкен», у якій провів п'ять сезонів. 
Згодом з 2001 по 2007 рік грав у складі команд «Сфаксьєн», «Діярбакирспор» та «Кайсері Ерджієсспор».
Завершив ігрову кар'єру у команді «Монастір», за яку виступав протягом 2007—2008 років.

## Виступи за збірну
У 2003 році дебютував в офіційних матчах у складі національної збірної Тунісу.
У складі збірної був учасником Кубка африканських націй 2004 року у Тунісі, здобувши того року титул континентального чемпіона, розіграшу Кубка конфедерацій 2005 року у Німеччині, Кубка африканських націй 2006 року в Єгипті.
Загалом протягом кар'єри в національній команді, яка тривала 3 роки, провів у її формі 7 матчів.